# Caterina Valente
Pour les articles homonymes, voir Valente.

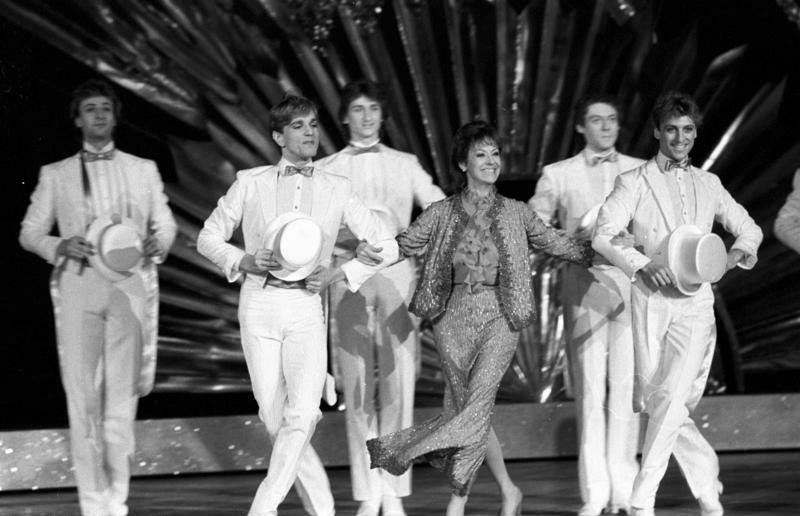
Caterina Valente à Berlin en 1984

Caterina Valente, née le 14 janvier 1931 à Paris et morte le 9 septembre 2024 à Lugano est une chanteuse italienne naturalisée française, également danseuse, guitariste et actrice.

## Biographie
Caterina Valente est issue d'une famille d'artistes italienne originaire du village de San Biagio Saracinisco, dans le Latium. Son père, Giuseppe, était un accordéoniste bien connu, et sa mère, Maria Valente, une grande artiste de cirque. Elle a eu trois frères et sœurs, dont Silvio Francesco, qui fit également carrière dans l'industrie du spectacle.
Après ses premiers succès musicaux, elle a tourné dans Esclaves pour Rio (Mannequins für Rio) de Kurt Neumann (1954), et a interprété des rôles importants dans quatorze autres films.

## Carrière
En 1952, elle épouse le jongleur Erik van Aro (pseudonyme de Gerd Scholz). Ils ont un enfant, Eric. Il reconnaît son talent et l'accompagne en ses années initiales de succès mondial, bien que, plus tard, ils divorcent.
En 1953, elle réalise son premier enregistrement avec Kurt Edelhagen, suivi peu après de grands succès comme Malagueña, La Brise et moi, et Dreh dich nicht um nach fremden Schatten avec l'orchestre de Werner Müller.
En 1955, elle apparaît dans l'émission télévisée américaine The Colgate Comedy Hour avec Gordon MacRae.
En 1957, elle tourne dans Casino de Paris, un film musical d'André Hunebelle avec Vittorio De Sica et Gilbert Bécaud.
En Allemagne, elle est reconnue comme une des plus grandes stars de variété. Son disque avec la chanson Ganz Paris träumt von der Liebe (adaptation allemande de I Love Paris) en 1954, est vendu à 500 000 exemplaires, chiffre énorme pour l'époque. À l'instar d'autres pays où elle est populaire, certains en Allemagne, où elle incarne la voix des années du « miracle économique allemand », la considèrent de manière erronée comme une chanteuse allemande.
Dans les années 1960, Caterina Valente contribue à populariser la bossa nova tant aux États-Unis qu'en Europe,,.
Entre 1966 et 1972, elle est une invitée fréquente du Dean Martin Show.
Un de ses grands succès originaux en France est Soleil lève-toi, composé par Paul Mauriat et écrit par André Pascal en 1971.
En 1972, elle épouse le pianiste britannique Roy Budd, ils ont un fils, Alexandre. Ils divorcent en 1979.
Au cours de sa carrière, elle enregistre ou chante avec beaucoup de stars internationales, y compris Louis Armstrong, Benny Goodman, Ella Fitzgerald, Danny Kaye, l'orchestre de Tommy Dorsey, Buddy Rich, Sy Oliver, Claus Ogerman, Bill Haley, Bing Crosby, Michel Legrand et Chet Baker.
En 2001, elle sort un nouvel album Girltalk avec la harpiste Catherine Michel.
Caterina Valente est décédée à 93 ans de causes naturelles, lundi 9 septembre 2024, à son domicile de Lugano, en Suisse.